# Miera (község)
Miera egy község Spanyolországban, Kantábria autonóm közösségben. Miera Liérganes, Riotuerto, Arredondo, Ruesga, San Roque de Riomiera és Santa María de Cayón községekkel határos. Lakosainak száma 398 fő (2024).

## Népesség
A település népessége az elmúlt években az alábbi módon változott:
| Lakosok száma | 516  | 479  | 453  | 462  | 424  | 417  | 393  | 380  | 391  | 398  |
|               | 2001 | 2004 | 2007 | 2009 | 2012 | 2014 | 2017 | 2019 | 2022 | 2024 |